# Skil
Skil war von 1996 bis 2016 eine Marke von Elektrowerkzeugen der Robert Bosch GmbH, die vorwiegend in Europa und Lateinamerika präsent ist.

## Geschichte

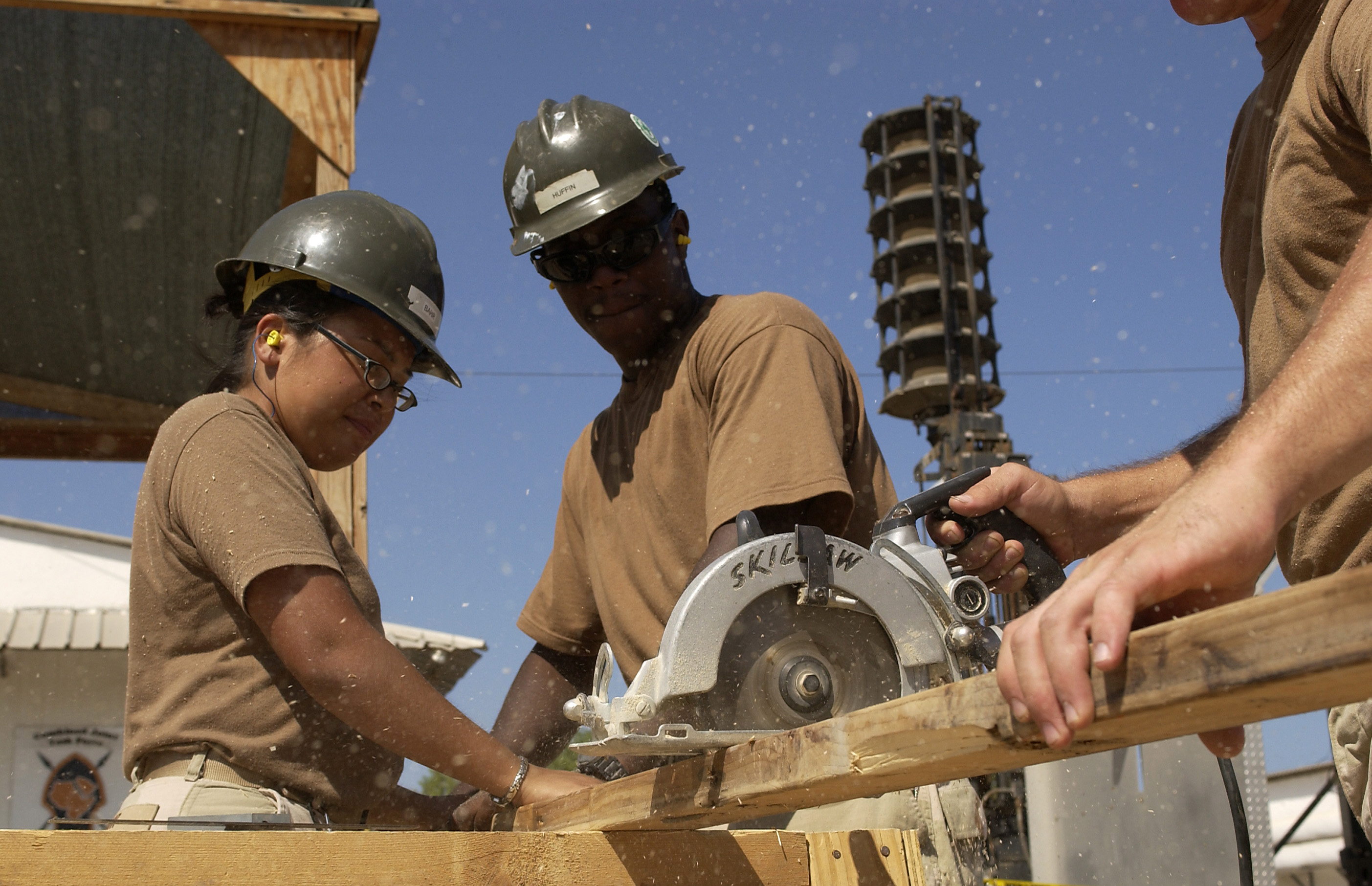
Handkreissäge der Marke Skilsaw mit dem ursprünglichen rechten Winkel zweier Wellen im November 2005 mit der United States Navy in Dschibuti

Im Oktober 1922 beantragte Edmond Michel beim United States Patent Office ein Patent auf seine Erfindung einer elektrischen Handkreissäge mit der Neuerung höhenverstellbarer Kufen für die Electric Hand Saw Company im heimischen New Orleans, das im Oktober 1924 amtlich wurde.
Die den 1920er Jahren entstammende Handelsmarke Skilsaw für Handkreissägen ist hauptsächlich in Nordamerika ein Begriff und zuerst in der Official Gazette belegt, die das wöchentliche Journal vom United States Patent and Trademark Office ist. Sie umfasst ein größeres Sortiment an Handkreissägen als Skil im selben Konzern.
In den 1950er Jahren expandierte das Unternehmen über die Grenzen der USA hinaus und änderte den Firmennamen in die „Skil Corporation“ um. Der internationale Vertrieb nahm in Kanada seinen Anfang, einige Jahre später folgte Europa. Die Produktpalette ist seit der Markteinführung stark gewachsen und wurde ständig um neue Produkte für den Werkzeugbereich erweitert.
1961 wurde das erste europäische Skil-Werk in Breda in den Niederlanden gebaut. Der Bau der Elektromotorenfabrik im holländischen Eindhoven folgte wenig später.
Ab 1970 begann Skil mit dem weltweiten Aufbau eines Netzes von Fabriken, Servicezentren und Verkaufsniederlassungen.
1979 wurde das Unternehmen von Emerson Electric gekauft.
1996 wurde Skil durch die Robert Bosch GmbH übernommen.
Am 26. August 2016 wurde die Übernahme durch Chervon (HK) Ltd., mit Sitz in Nanjing, China bekannt gegeben.

### Produktentwicklung
Seit der Erfindung der Handkreissäge folgten zahlreiche weitere Erfindungen und Patentanmeldungen. Zum heutigen Zeitpunkt wurden von Skil über 50 Patente angemeldet, die das Unternehmen in seinen Elektrowerkzeugen verbaut. Nachfolgend sind die wichtigsten Produktentwicklungen von Skil aufgeführt:
- 1924: Handkreissäge
- 1960: elektro-pneumatischer Bohrhammer
- 1964: Elektronikschalter bei Bohrmaschinen (Geschwindigkeitsregulierung)
- 1978: Automatische Bandzentrierung für Bandschleifer
- 2003: Winkelschleifer mit zwei Schalterpositionen
- 2005: Doppellaser für Handkreissägen
- 2006: Anpressdruckkontrolle bei Schwingschleifern („Pressure Control“)
- 2009: Halbautomatische Spindelarretierung bei Winkelschleifern („Auto Clic“, „Auto Lock“)

## Marke
Die Marke Skil ist in Europa in drei Untermarken gegliedert, mit denen jeweils unterschiedliche Zielgruppen angesprochen werden.

Eine Platzierung von Skil-Elektrowerkzeugen im Baumarkt

### Skil
Die Marke Skil richtet sich in erster Linie an Heimwerker, welche im Umgang mit Elektrowerkzeugen weniger erfahren sind. Daher haben viele Geräte Funktionen, welche dem Benutzer die Arbeitsweise des jeweiligen Werkzeugs erklären. Dazu zählt beispielsweise die Anpressdruckkontrolle („Pressure Control“) bei schleifenden Geräten, die dem Benutzer durch eine farblich kodierte LED-Skala signalisiert, ob er zu viel oder zu wenig Druck auf das Werkstück ausübt.
Die Marke Skil wird in allen für Elektrowerkzeuge relevanten Absatzkanälen vertrieben (Baumärkte, Fachhandel für Elektrowerkzeuge, Internet).

Stichsäge der Marke Skil Masters

### Skil Masters
Die Marke Skil Masters ist speziell für den gewerblichen Einsatz entwickelt worden und richtet sich somit an die professionellen Benutzer von Elektrowerkzeugen. Eine hohe Lebensdauer ist ein wichtiges Kriterium. Durch Komponenten wie schrägverzahnte Getriebe, staubgeschützte Kugellager oder Abschaltkohlebürsten soll diese Anforderung erfüllt werden.
Durch die Zielgruppe bedingt unterscheidet sich die Marke Skil Masters nebst höherer Produktqualität auch durch das Produktprogramm von der Heimwerkermarke. Bspw. sind bei Skil Masters 2-Gang-Rührwerke, Bandschleifer mit 100 mm Bandbreite und Handkreissägen mit 85 mm Schnitttiefe erhältlich. Geräte dieser Leistungsklasse werden vorwiegend im gewerblichen Bereich genutzt.
Die Marke Skil Masters wird ausschließlich über den Fachhandel für Elektrowerkzeuge vertrieben.

### Skil Urban Series
Die Marke Skil Urban Series besteht aus einem Programm von Gartengeräten, welches speziell für städtische Gärten entwickelt wurde. Die Produktlinie zeichnet sich insbesondere durch das markenübergreifende Ausstattungsmerkmal „Easy Storage“ aus, welches eine besonders platzsparende Aufbewahrung der Geräte erlauben soll.
Die Marke Skil Urban Series wird in allen für Elektrowerkzeuge relevanten Absatzkanälen vertrieben (Baumärkte, Fachhandel für Elektrowerkzeuge, Internet).

## Sponsoring
Skil war neben dem Fahrradkomponentenhersteller Shimano Hauptsponsor des Teams Skil-Shimano. 2009 nahm das Skil-Shimano-Team erstmals an der Tour de France teil. Am 28. September 2011 verkündete Iwan Spekenbrink, Manager der Teambetreibergesellschaft SMS Cycling B.V, dass Skil Ende des Jahres 2011 sein Engagement bei der Mannschaft beenden wird und das Team 2012 unter neuem Namen an den Start gehen wird. Das Sponsoring des Frauenteams Skil 1T4i wird bis zum Ablauf der Saison 2012 fortgesetzt.